# 弯距凤仙花
弯距凤仙花（学名：Impatiens recurvicornis）是凤仙花科凤仙花属的植物，是中国的特有植物。分布于中国大陆的四川、湖北等地，生长于海拔500米至1,200米的地区，多生长在山谷、湿地及沟边草丛中，目前尚未由人工引种栽培。